# Mianne Bagger

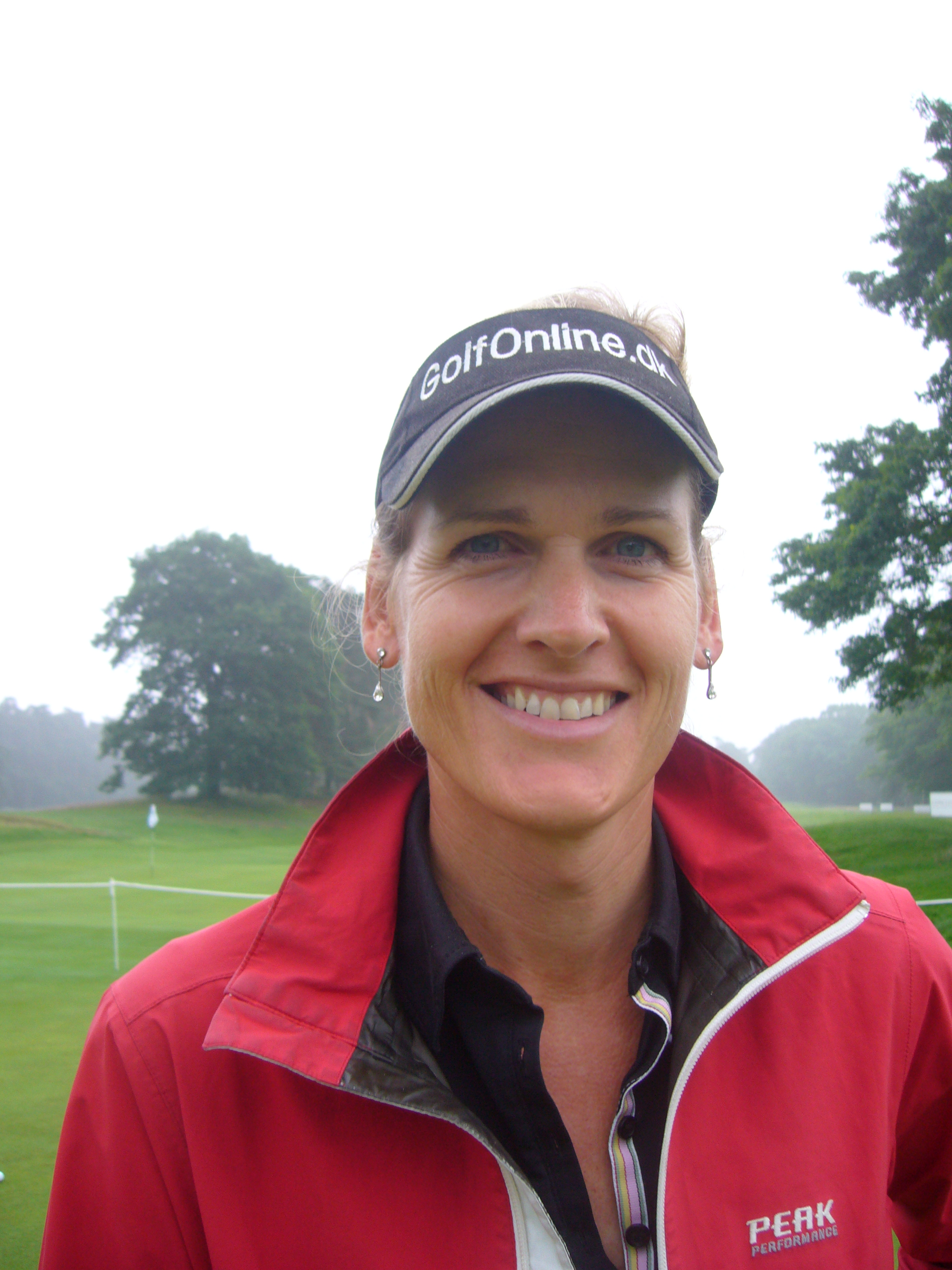
Op de Eindhovensche Golf, 2008

Mianne Bagger (25 december 1966) is een Deense golfprofessional. Haar thuisclub is de Hillerød Golf Klub.

## Amateur
In 1979 verhuisde Bagger naar Australië, en won daar verschillende amateurwedstrijden. In 1995 werd Bagger na hormoonbehandelingen geopereerd en ging verder als vrouw door het leven. Daarna heeft ze driemaal het Zuid-Australisch amateurkampioenschap gewonnen, in 1999, 2001 en 2002.

## Professional
Na in 2003 zesde beste speelster van Australië te worden, ging ze verder als professional.
- In 2004 speelde ze de Zweedse Telia Tour en eindigde tweemaal in de top 10.
- In 2005 speelde ze haar eerste toernooi op de Ladies European Tour. Op het KLM Open werd ze 35ste. Aan het einde van het seizoen moest ze terug naar de Tourschool.
- In 2006 ging het beter, ze eindigde op de 91ste plaats van de Order of Merit, goed genoeg om haar spelerskaart te houden voor 2007.
- In 2007 bleef de lijn stijgen, maar er waren nog te weinig topprestaties. Toch eindigde ze als 54ste en hield haar kaart voor 2008.

Haar coach is de Australische Andrew Mowatt op de Royal Fremantle GC in Perth.